# Pogonomys macrourus
Pogonomys macrourus — вид гризунів родини мишевих (Muridae). Зустрічається в Індонезії та Папуа-Новій Гвінеї.

## Морфологічна характеристика
З довжиною голови й тулуба від 92 до 150 мм, довжиною хвоста від 126 до 187 мм і вагою від 28 до 60 г цей вид є малим або середнім представником роду. Довжина задніх лап становить від 19 до 23 мм, а вуха — від 11 до 16 мм. М'яке і щільне хутро на верхній стороні зазвичай каштаново-коричневе в Новій Гвінеї, тоді як сіро-коричневе хутро переважає в Австралії. Весь вид характеризується вузькими темними очними кільцями та чіткою межею білого нижнього боку. Також характерні закруглені вуха з темними краями і досить довгими вібрисами. Чіпкий хвіст вузький і голий сіро-коричневого кольору. Деякі особини в Австралії мають білуваті плями на хвості.

## Поведінка
Цей нічний гризун відпочиває вдень у норах у землі, які приховані під шаром листя. Самці зазвичай використовують одну нору для себе, тоді як самки часто мають менші групи з 3–5 членів. Максимальна підрахована кількість екземплярів у норі становила 15. Вид лазить по деревах і кущах у пошуках їжі.